# Panseksualnost
Panseksualnost je spolna, romantična ali čustvena privlačnost do ljudi ne glede na njihova spol ali spolno identiteto. Panseksualni ljudje včasih sebe imenujejo spolno slepe, saj družbeni in/ali biološki spol nista odločilna dejavnika za njihovi romantično ali spolno privlačnost do drugih.
Panseksualnost se lahko šteje kot veja biseksualnosti ali pa kot ločena spolna usmerjenost, če nakazuje alternativno spolno identiteto. Ker so panseksualni ljudje odprti za odnose z ljudmi, ki se ne nujno identificirajo kot strogo moški ali ženske, in ker posledično panseksualnost zavrača binarnost spola, pogosto panseksualnost velja za bolj vključujoč izraz kot biseksualnost. V kolikšni meri je izraz biseksualnost vključujoč v primerjavi z izrazom panseksualnost, je govora znotraj skupnosti LGBT, še posebej v biseksualni skupnosti. Ampak panseksualci se ne strinjajo s tem.

## Etimologija
Predpona pan- izvira iz starogrške besede πᾶν, ki pomeni "vse, vsak". Izraza panseksualen in panseksualnost sta bila prvič zabeležena leta 1917 kot oznaka za to, "da spolni nagon igra primarno vlogo v vseh človekovih dejavnostih, duševnih in telesnih", domnevo (pripisano Sigmundu Freudu), postavljeno v zgodnji psihologiji.

## Primerjava z biseksualnostjo in drugimi spolnimi identitetami
Ne moremo je primerjati z ostalimi spolnimi identitetami, ker je tako kot vse ostale, drugačna od drugih.